# Noto (półwysep)
Półwysep Noto (jap. 能登半島 Noto-hantō) – półwysep w środkowej części wyspy Honsiu, w Japonii. 

Położenie półwyspu Noto

Leży w granicach prefektury Ishikawa i oblewają go wody Morza Japońskiego. Rozciąga się na długości ok. 90 km. Charakteryzuje się dużym zalesieniem i urozmaiconą rzeźbą terenu. 
Głównym miastem i portem na półwyspie jest Wajima.
Noto nie ma żadnego znaczenia w języku japońskim. Prawdopodobnie nazwa pochodzi z języka ajnoskiego, gdzie not oznacza „przylądek”.